# Millennium fantasy
Millennium fantasy is een compositie van de Amerikaanse Ellen Taaffe Zwilich.
De componiste vertelde dat zij als uitgangspunt van het werk  een volksliedje heeft genomen dat haar oma voor haar zong. Dat liedje waarvan de achtergrond onduidelijk is, komt in het gehele werk in fragmenten voor. Pas op het eind volgt de gehele melodie, aldus de componiste. Het werk ademt de sfeer in van de composities van Aaron Copland. Het werk is geschreven voor piano en orkest, zonder dat er sprake is van een concertvorm.
Zwilich kreeg het verzoek tot het werk van een 25-tal instanties en personen, waaronder Jeffrey Beagle. Het Cincinnati Symphony Orchestra gaf op 22 september 2000 de première. Jesús López Cobos gaf er leiding aan. Het orkest had de volgende dag benoemd tot Zwilich-dag.
Het werk bestaat uit twee delen, simpel aangeduid met het tempo, maatslag 60 en maatslag 180. Het werk is geschreven voor:
- piano
- 2 dwarsfluiten (II ook piccolo), 2 hobo's,  2 klarinetten (II ook basklarinet), 2 fagotten (II ook contrafagot)
- 2 hoorns, 2 trompetten
- pauken
- violen, altviolen, celli, contrabassen

## Discografie
- Uitgave Naxos: Jeffrey Biegel (p), Florida Stat University Symphony Orchestra o.l.v. Alexander Jiménez